# I Hate Luv Storys
I Hate Luv Storys è un film indiano del 2010 di Bollywood con gli attori Imran Khan e Sonam Kapoor nei ruoli principali.
È una commedia romantica diretta dal regista Punit Malhotra e prodotta dalla Dharma Productions di Karan Johar.

## Trama
Jay non crede alle storie d'amore e preferisce rimorchiare le ragazze insieme ai suoi amici. Jay, non tanto felice, è l'assistente di un celebre regista di films romantici.
Sinram, al contrario, è una sognatrice, romantica e fidanzata con Raj, un amico d'infanzia.
Costretti a lavorare insieme in un film chiamato Pyar, pyar, pyar (Amore, amore, amore), Jay e Simran si innamorano l'uno dell'altro ma rifiutano di ammetterlo.